# 平方英里
平方英里（簡寫：sq. mi or mi²）是一個面積單位。

## 与其他单位的比较
1 平方英里等于：
- 4,014,489,600 平方英寸
- 27,878,400 平方英尺
- 2,589,998.11 平方米
- 640 英畝
- 2.589988110336 平方公里
- 3,097,600 平方碼

## 参看
- 平方英里 - 平方碼 - 英畝 - 平方英尺 - 平方英寸